# Campionat del Món d'atletisme de 1983 - 400 metres femenins
Els 400 metres femenins al Campionat del Món d'atletisme de 1983 van tenir lloc a l'estadi Olímpic de Hèlsinki del 7 al 10 d'agost.
35 atletes van participar en les proves. La txecoslovaca Jarmila Kratochvílová va guanyar la medalla d'or i va batre el rècord del món. Va ser la primera dona a baixar dels 48 segons a la prova i el primer rècord del món batut a uns Campionats del Món d'atletisme.

## Medallistes
| Or     | Jarmila Kratochvílová Txecoslovàquia (TCH)      |
| Argent | Taťána Kocembová Txecoslovàquia (TCH)           |
| Bronze | Mariya Kulchunova-Pinigina Unió Soviètica (URS) |

## Rècords
| Rècords abans del Campionat del Món d'atletisme de 1983     | Rècords abans del Campionat del Món d'atletisme de 1983 | Rècords abans del Campionat del Món d'atletisme de 1983 | Rècords abans del Campionat del Món d'atletisme de 1983 | Rècords abans del Campionat del Món d'atletisme de 1983 |
| ----------------------------------------------------------- | ------------------------------------------------------- | ------------------------------------------------------- | ------------------------------------------------------- | ------------------------------------------------------- |
| Rècord del Món                                              | Marita Koch (GDR)                                       | 48.16                                                   | 8 de setembre de 1982                                   | Atenes, Grècia                                          |
| Rècord del Campionat                                        | Nova prova                                              | Nova prova                                              | Nova prova                                              | Nova prova                                              |
| Rècords establerts al Campionat del Món d'atletisme de 1983 |                                                         |                                                         |                                                         |                                                         |
| Rècord del Món                                              | Jarmila Kratochvílová (TCH)                             | 47.99                                                   | 10 d'agost de 1983                                      | Hèlsinki, Finlàndia                                     |
| Rècord del Campionat                                        | Jarmila Kratochvílová (TCH)                             | 47.99                                                   | 10 d'agost de 1983                                      | Hèlsinki, Finlàndia                                     |

## Resultats

### Final
La final va tenir lloc el 10 d'agost. Va ser la primera de les dues úniques curses de 400 metres femenins de la història en la qual una atleta va baixar dels 48 segons.
| Pos.              | Atleta                           | Temps | Notes |
| ----------------- | -------------------------------- | ----- | ----- |
| Medalla d'or      | Jarmila Kratochvílová (TCH)      | 47.99 | WR    |
| Medalla de plata  | Taťána Kocembová (TCH)           | 48.59 | PB    |
| Medalla de bronze | Mariya Kulchunova-Pinigina (URS) | 49.19 |       |
| 4.                | Gaby Bußmann (FRG)               | 49.75 |       |
| 5.                | Marita Payne-Wiggins (CAN)       | 50.06 | AR    |
| 6.                | Irina Baskakova (URS)            | 50.48 |       |
| 7.                | Dagmar Rübsam-Neubauer (GDR)     | 50.48 |       |
| 8.                | Rosalyn Bryant (USA)             | 50.66 |       |

AR Rècord del continent | CR Rècord del campionat | NR Rècord nacional | OR Rècord olímpic | PB/PR Millor marca personal/Rècord personal 
 SB Millor marca personal de la temporada | WL Millor marca mundial de l'any | WR Rècord del món

### Semifinals
Les semifinals van tenir lloc el 9 d'agost. Les quatre primeres atletes de cada sèrie avançaven a la final.
| Pos. | Atleta                       | Temps |
| ---- | ---------------------------- | ----- |
| 1.   | Jarmila Kratochvílová (TCH)  | 51.08 |
| 2.   | Gaby Bußmann (FRG)           | 51.22 |
| 3.   | Irina Baskakova (URS)        | 51.26 |
| 4.   | Dagmar Rübsam-Neubauer (GDR) | 51.52 |
| 5.   | Charmaine Crooks (CAN)       | 51.96 |
| 6.   | Denean Howard-Hill (USA)     | 52.06 |
| 7.   | Judit Forgács (HUN)          | 52.74 |
| 8.   | Rositsa Stamenova (BUL)      | 53.09 |

| Pos. | Atleta                           | Temps |
| ---- | -------------------------------- | ----- |
| 1.   | Mariya Kulchunova-Pinigina (URS) | 50.07 |
| 2.   | Taťána Kocembová (TCH)           | 50.45 |
| 3.   | Marita Payne-Wiggins (CAN)       | 50.78 |
| 4.   | Rosalyn Bryant (USA)             | 51.04 |
| 5.   | Sabine Busch (GDR)               | 51.09 |
| 6.   | Michelle Scutt (GBR)             | 51.88 |
| 7.   | Molly Killingbeck (CAN)          | 51.97 |
| 8.   | Katya Ilieva (BUL)               | 52.34 |

### Quarts de final
Els quarts de final van tenir lloc el 8 d'agost. Les quatre primeres atletes de cada sèrie avançaven a semifinals.
| Pos. | Atleta                           | Temps |
| ---- | -------------------------------- | ----- |
| 1.   | Mariya Kulchunova-Pinigina (URS) | 51.05 |
| 2.   | Rosalyn Bryant (USA)             | 51.44 |
| 3.   | Sabine Busch (GDR)               | 51.46 |
| 4.   | Charmaine Crooks (CAN)           | 51.57 |
| 5.   | Denise Robertson-Boyd (AUS)      | 52.03 |
| 6.   | Cathy Rattray-Williams (JAM)     | 53.78 |
|      | Margarita Grun (URU)             | DNS   |
|      | Cornelia Baptiste (LCA)          | DNS   |

| Pos. | Atleta                       | Temps |
| ---- | ---------------------------- | ----- |
| 1.   | Irina Baskakova (URS)        | 51.07 |
| 2.   | Gaby Bußmann (FRG)           | 51.15 |
| 3.   | Dagmar Rübsam-Neubauer (GDR) | 51.62 |
| 4.   | Molly Killingbeck (CAN)      | 52.25 |
| 5.   | Roberta Belle (USA)          | 53.43 |
| 6.   | Elanga Buala (PNG)           | 56.96 |
| 7.   | Iyiechia Petrus (ISV)        | 57.24 |
|      | Hala El Moughrabi (SYR)      | DNS   |

| Pos. | Atleta                      | Temps |
| ---- | --------------------------- | ----- |
| 1.   | Marita Payne-Wiggins (CAN)  | 52.23 |
| 2.   | Katya Ilieva (BUL)          | 52.37 |
| 3.   | Jarmila Kratochvílová (TCH) | 52.40 |
| 4.   | Michelle Scutt (GBR)        | 52.70 |
| 5.   | June Griffith (GUY)         | 53.47 |
| 6.   | Leticia Athanas (TAN)       | 56.92 |
| 7.   | Irina Ambulo (PAN)          | 58.33 |
|      | Sandra Liburd (SKN)         | DNS   |

| Pos. | Atleta                   | Temps |
| ---- | ------------------------ | ----- |
| 1.   | Taťána Kocembová (TCH)   | 51.88 |
| 2.   | Judit Forgács (HUN)      | 52.18 |
| 3.   | Rositsa Stamenova (BUL)  | 52.22 |
| 4.   | Denean Howard-Hill (USA) | 52.34 |
| 5.   | Erica Rossi (ITA)        | 53.88 |
| 6.   | Patricia Meigha (GUA)    | 59.85 |
|      | Eucaris Caicedo (COL)    | DNS   |
|      | Fatalmoudou Touré (MLI)  | DNS   |

### Sèries classificatòries
Les sèries van tenir lloc el 7 de setembre. Les sis primeres de cada sèries més els dos millors temps avançaven als quarts de final. Només tres atletes van ser eliminades en aquesta ronda.
| Pos. | Atleta                      | Temps   |
| ---- | --------------------------- | ------- |
| 1.   | Jarmila Kratochvílová (TCH) | 52.42   |
| 2.   | Molly Killingbeck (CAN)     | 52.62   |
| 3.   | Roberta Belle (USA)         | 53.01   |
| 4.   | Michelle Scutt (GBR)        | 53.30   |
| 5.   | Erica Rossi (ITA)           | 53.51   |
| 6.   | Hala El Moughrabi (SYR)     | 59.58   |
| 7.   | Marjorie Gentle (BIZ)       | 1:04.00 |

| Pos. | Atleta                  | Temps   |
| ---- | ----------------------- | ------- |
| 1.   | Rositsa Stamenova (BUL) | 53.81   |
| 2.   | Gaby Bußmann (FRG)      | 53.93   |
| 3.   | June Griffith (GUY)     | 54.02   |
| 4.   | Eucaris Caicedo (COL)   | 55.09   |
| 5.   | Judit Forgács (HUN)     | 55.15   |
| 6.   | Leticia Athanas (TAN)   | 56.54   |
| 7.   | Sandra Liburd (SKN)     | 1:02.46 |

| Pos. | Atleta                       | Temps |
| ---- | ---------------------------- | ----- |
| 1.   | Taťána Kocembová (TCH)       | 52.74 |
| 2.   | Denean Howard-Hill (USA)     | 52.78 |
| 3.   | Katya Ilieva (BUL)           | 53.21 |
| 4.   | Cathy Rattray-Williams (JAM) | 53.40 |
| 5.   | Elanga Buala (PNG)           | 57.37 |
| 6.   | Fatalmoudou Touré (MLI)      | 59.37 |
|      | Florence Gaza (SOL)          | DNS   |

| Pos. | Atleta                           | Temps   |
| ---- | -------------------------------- | ------- |
| 1.   | Mariya Kulchunova-Pinigina (URS) | 52.49   |
| 2.   | Charmaine Crooks (CAN)           | 53.83   |
| 3.   | Dagmar Rübsam-Neubauer (GDR)     | 54.47   |
| 4.   | Denise Robertson-Boyd (AUS)      | 54.70   |
| 5.   | Iyiechia Petrus (ISV)            | 55.87   |
| 6.   | Margarita Grun (URU)             | 56.84   |
| 7.   | Cornelia Baptiste (LCA)          | 1:00.79 |

| Pos. | Atleta                     | Temps |
| ---- | -------------------------- | ----- |
| 1.   | Sabine Busch (GDR)         | 53.16 |
| 2.   | Irina Baskakova (URS)      | 53.45 |
| 3.   | Rosalyn Bryant (USA)       | 53.64 |
| 4.   | Marita Payne-Wiggins (CAN) | 53.96 |
| 5.   | Irina Ambulo (PAN)         | 56.08 |
| 6.   | Patricia Meigha (GUA)      | 58.07 |
|      | Rose Tata-Muya (KEN)       | DNS   |